# Hedasjön (Södra Solberga socken, Småland)
Hedasjön är en sjö i Uppvidinge kommun och Vetlanda kommun i Småland och ingår i Mörrumsåns huvudavrinningsområde. Sjön har en area på 0,202 kvadratkilometer och ligger 220,6 meter över havet. Sjön avvattnas av vattendraget Mörrumsån (Åbyån). Vid provfiske har bland annat abborre, braxen, gädda och löja fångats i sjön.

## Delavrinningsområde
Hedasjön ingår i det delavrinningsområde (633981-146066) som SMHI kallar för Inloppet i Änghultasjön. Avrinningsområdets medelhöjd är 266 meter över havet och ytan är 19,24 kvadratkilometer. Räknas de 3 delavrinningsområdena uppströms in blir den ackumulerade arean 53,24 kvadratkilometer. Delavrinningsområdets utflöde Mörrumsån (Åbyån) mynnar i havet. Delavrinningsområdet består mestadels av skog (85 procent). Avrinningsområdet har 0,2 kvadratkilometer vattenytor vilket ger det en sjöprocent på 1,1 procent. Bebyggelsen i området täcker en yta av 0,49 kvadratkilometer eller 3 procent av avrinningsområdet.

## Fisk
Vid provfiske har följande fisk fångats i sjön:
- Abborre
- Braxen
- Gädda
- Löja
- Mört